# 個人追逐賽
個人追逐賽（英語：individual pursuit），是場地單車的其中一個比賽項目。

## 比賽方式
比賽時，兩名參賽者會在跑道兩端的追逐賽起點（終點）線內側起跑，然後互相追逐對手；當其中一名選手被對手追上或並排，比賽便馬上結束；被追上或並排者為負。如果後面的選手沒有追上前者，則以到達終點的時間決定勝負。
男子個人追逐賽的比賽長度為4公里，而女子項目的比賽長度則為3公里。比賽分資格賽（英語：Qualifying round）、正賽和決賽三輪，正賽中最好成績的兩名選手可以進入決賽爭奪冠、亞軍。
在資格賽中，如果一名選手被對手追上，他仍需完成全部賽程，以獲取成績。

## 團體追逐賽
比賽辦法與個人追逐賽相同，但參賽者由兩名換成兩隊，每隊由4名選手組成。兩隊將在4公里的賽程中相互追逐，最終的成績和排名將以該隊第三名選手自行車前輪到達終點的成績計算。